# Erica tenella
Erica tenella är en ljungväxtart som beskrevs av Gábor Gabriel Andreánszky. Erica tenella ingår i släktet klockljungssläktet, och familjen ljungväxter. Utöver nominatformen finns också underarten E. t. gracilior.